# Goldbühl
Goldbühl ist ein Gemeindeteil des Marktes Arberg im Landkreis Ansbach (Mittelfranken, Bayern). Goldbühl liegt in der Gemarkung Kemmathen.

## Geographie
Das Dorf liegt rund zweieinhalb Kilometer südöstlich von Arberg. Der Ort liegt am Hambach, einem linken Zufluss des Wurmbachs, der ein rechter Zufluss der Altmühl ist. Im Westen erhebt sich der Weißenberg (502 m ü. NHN) im Eiburger Hölzlein. Im Norden liegt das Waldgebiet Kreuzschlag, im Osten grenzt das Flurgebiet Speck an, im Südwesten befindet sich der Juden- und der Moßberg (493 m ü. NHN).
Eine Gemeindeverbindungsstraße führt zu einer Gemeindeverbindungsstraße (0,9 km südwestlich) zwischen Großlellenfeld (1 km südöstlich) bzw. Kemmathen (1,7 km nordwestlich) führt. Ein Wirtschaftsweg führt nach Oberhambach (2,2 km östlich).

## Vor- und Frühgeschichte
In der Flur von Goldbühl wurden Lesefunde aus der Mittelsteinzeit und Jungsteinzeit (u. a. ein geschliffenes Steinbeil) gemacht. Eine Randscherbe stammt aus der Urnenfelderkultur.

## Geschichte
Älteste archäologische Funde datieren um 1175. Es handelt sich um Spuren einer Rodungssiedlung am Rande des Eichstätter Forstes Klobenbruck. Nördlich des Ortes, „am Arberger Weg“ und „im Feld“, wurde eine mittelalterliche Hofstelle unbekannten Namens archäologisch ergraben. Die Funde, unter anderem ein Spielzeugpferdchen und Keramikfunde, datieren zwischen 1275 und 1400. Östlich von Arberg ist eine Siedlung „Gunzendorf“ abgegangen, die archäologisch noch nicht nachgewiesen wurde.
Der Ort wurde erstmals um 1300 als „Goltpuhel“ erwähnt. Am 18. Mai 1322 wurde Konrad der Schenk von Arberg, genannt „der Goltbuehel“, als Schiedsrichter bei einem Streit zwischen Ulrich von Ellrichshausen und dem Kloster Heilsbronn angenommen. 1333 wurde Heinrich der Schenk von Arberg als „der Goltpuhel“ bezeichnet. Ob die Schenken von Arberg in Goldbühl ein festes Herrenhaus hatten, ist ungewiss.
1517 wurde vermerkt, dass die Hochgerichtsbarkeitsgrenze zwischen dem Hochstift Eichstätt und dem Markgraftum Brandenburg-Ansbach unmittelbar südlich des Weilers verläuft. Im Jahr 1615 wurden in Goldbühl zehn Anwesen genannt. Die Grundherren waren das Hochstift Eichstätt (sieben Anwesen), das Markgräfliche Oberamt Gunzenhausen (zwei Anwesen, davon ein Anwesen des ehemaligen Klosters Heilsbronn) und des Lentersheim-Mur (ein Anwesen, später Deutschorden). Zum Vergleich: 2002 zählte das Dorf 28 Anwesen.
Mit dem Zweiten Gemeindeedikt (1818) wurde Goldbühl dem Steuerdistrikt Arberg und der Ruralgemeinde Kemmathen zugewiesen. Diese Gemeinde gehörte zum Landkreis Feuchtwangen. Im Zuge der Gebietsreform in Bayern wurde sie am 1. Januar 1971 nach Arberg eingemeindet und gehörte ab dem 1. Juli 1972 zum Landkreis Ansbach.

### Einwohnerentwicklung
| Jahr      | 001818 | 001840 | 001861 | 001871 | 001885 | 001900 | 001925 | 001950 | 001961 | 001970 | 001987 | 002010 | 002016 |
| Einwohner | 55     | 83     | 79     | 72     | 80     | 82     | 86     | 102    | 66     | 76     | 76     | 84     | 89     |
| Häuser    | 12     | 17     |        |        | 18     | 17     | 16     | 16     | 16     |        | 19     |        |        |
| Quelle    | [ 10 ] | [ 11 ] | [ 12 ] | [ 13 ] | [ 14 ] | [ 15 ] | [ 16 ] | [ 17 ] | [ 18 ] | [ 19 ] | [ 20 ] |        |        |

## Religion
Der Ort ist römisch-katholisch geprägt und bis heute nach Beatae Mariae Virginis (Großlellenfeld) gepfarrt. Die Einwohner evangelisch-lutherischer Konfession sind nach Dreifaltigkeitskirche (Unterschwaningen) gepfarrt.

## Kultur und Sehenswürdigkeiten

### Baudenkmal
- Der Bildstock in der Ortsmitte ist ein eingetragenes Baudenkmal. Der massiv gemauerte und verputzte Satteldachbau stammt aus dem 17./18. Jahrhundert.[22][23] Er weist einen Stichspitzbogennische mit Tonnengewölbe und Holzgitter auf.[24]

### Regelmäßige Veranstaltungen
Am ersten Sonntag im Oktober fand bis ins Jahr 1999 in Goldbühl eine Wirtskirchweihe, als ein Zweitkirchweihe neben der Pfarrkirchweih, statt.